# جفری دریزن
جفری دریزن (Jeffrey M. Drazen) سردبیر ژورنال پزشکی و جراحی نیوانگلند ژورنال آو مدیسین یا نشریه پزشکی نیوانگلند (به انگلیسی: New England Journal of Medicine) می‌باشد. وی یکی از استادان دانشگاه هاروارد و مشاور دپارتمان پیشکسوتان جنگی ایالات متحده‌است.